# Семереньки
Семереньки (укр. Семереньки) — село,
Семереньковский сельский совет,
Тростянецкий район,
Сумская область,
Украина.
Код КОАТУУ — 5925087201. Население по переписи 2001 года составляло 277 человек.
Является административным центром Семереньковского сельского совета, в который, кроме того, входит село
Поляное.

## Географическое положение
Село Семереньки находится на правом берегу реки Дерновая,
выше по течению на расстоянии в 4 км расположено село Бранцовка (Краснопольский район),
ниже по течению на расстоянии в 2,5 км расположено село Дерновое,
на противоположном берегу — село Поляное.
По селу протекает ручей с запрудой.
Рядом проходит автомобильная дорога Т-1913.

## Экономика
- «Семереньки», агрофирма, ООО.

## Объекты социальной сферы
- Школа.
- Клуб.